# Basílica de Nuestra Señora de Bonsecours
Nuestra Señora de Bonsecours (en francés: basilique Notre-Dame de Bonsecours; Nuestra Señora del Buen Refugio) es una destacada basílica del siglo XIX de Francia que se encuentra en Bonsecours, cerca de Rouen en el sitio de una peregrinación dedicado a María de Nazareth y que domina toda la aglomeración de Rouen. Es obra del arquitecto Jacques-Eugène Barthélémy, que la diseñó en estilo neogótico.
Frente a la fachada occidental se encuentra el monumento dedicado a Juana de Arco con, en su parte superior, el Arcángel Miguel. Este monumento, del arquitecto Juste Lisch y del escultor Louis-Ernest Barrias  fue inaugurado en 1892. En el cementerio cercano se encuentra la tumba de José-Maria de Heredia (1842-1905).
La basílica fue objeto de una clasificación como monumento histórico desde el 24 de agosto de 2004 y el 2 de febrero de 1919 fue elevada al rango de basílica menor.

## Historia
La peregrinación mariana de Nuestra Señora de Bonsecours es la única de Seine-Maritime. Su origen se remonta a la Edad Media y su historia es relatada en una placa de mármol colocada en el muro del porche.
La actual basílica sucedió a  otros dos edificios: la capilla de Blosville (pueblo que se convirtió en «Blosville-Bonsecours» y después en «Bonsecours» en 1959), cerca del castillo mencionado hacia 750 que existió desde 1034. Perteneció a los señores de Pavilly que la cedieron a los religiosos de Saint-Lô en 1186. Esta capilla fue sustituida en 1332 por una iglesia parroquial destruida en 1473 por las tropas de Carlos el Temerario y después reconstruida antes de ser  sustituida por la actual basílica por iniciativa del abad Godfrey, nombrado en Blosville en 1838. Sin embargo, de la antigua iglesia, arruinada por la Revolución Francesa, se conserva la pieza más importante y la más venerada, la estatua de Nuestra Señora de Bonsecours, en madera policromada del siglo XVI, así como sillas del coro de madera del siglo XIII.
La primera piedra del nuevo edificio fue colocada el 4 de marzo de 1840. La basílica fue diseñada por el arquitecto Eugène Jacques Barthélemy en estilo neogótico, el primer ejemplo de este estilo en Francia. Tiene una nave flanqueada por dos naves laterales, sin  transepto, y una torre rematada por una flecha por encima de la portada occidental. La construcción finalizó en 1844 y la bendición tuvo lugar en octubre de ese año.
El papa Pío IX honró al santuario de Nuestra Señora de Bonsecours con el privilegio de la coronación el  15 de julio de 1870. El cardenal arzobispo de Rouen Henri Bonnechos coronó a la Virgen el 24 de mayo de 1880. El 18 de mayo de 1980 tuvieron lugar las celebraciones del centenario de la coronación.

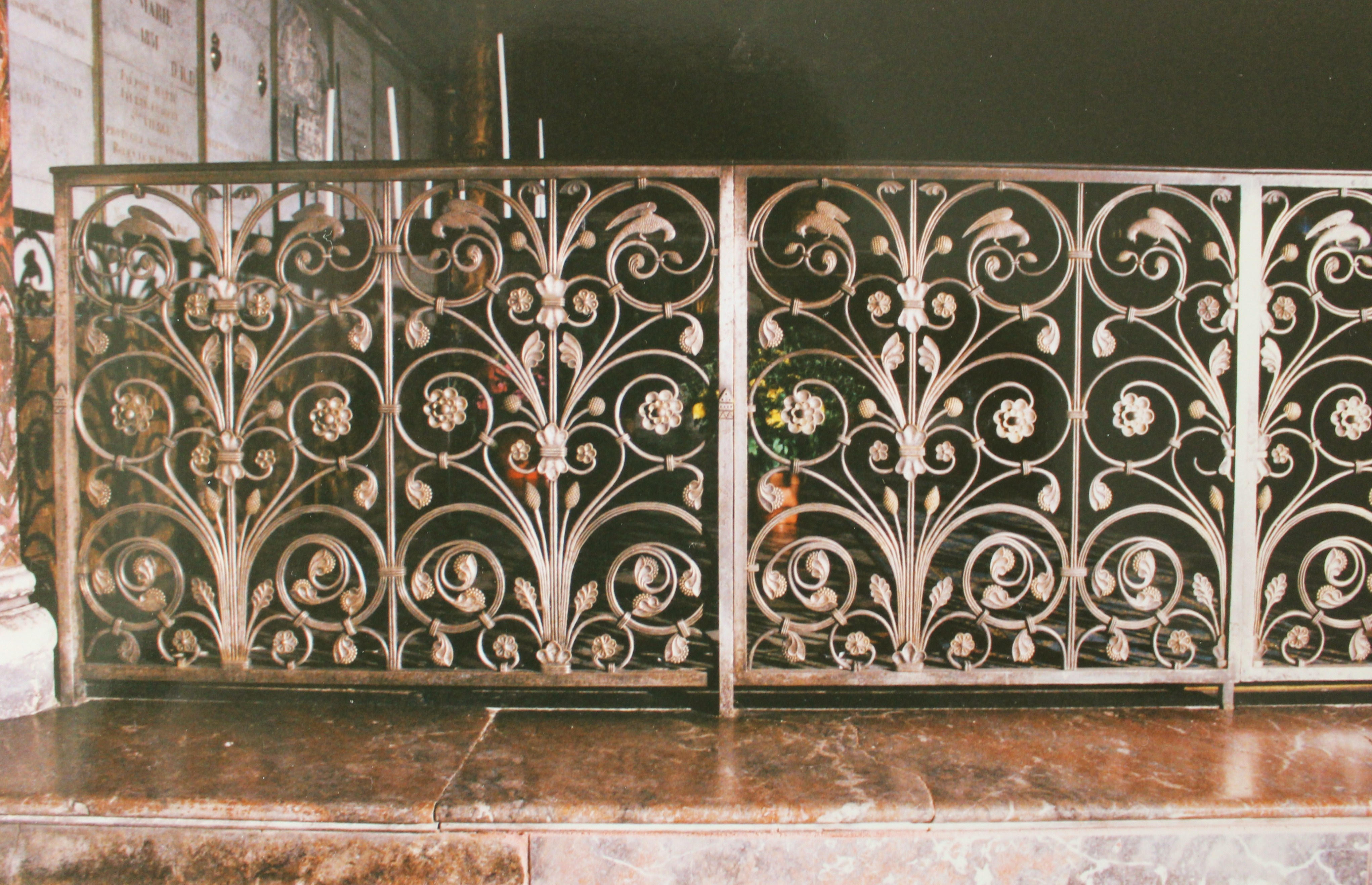
Reja de la capilla de la Virgen

El interior de la basílica presenta la particularidad de estar pintada por completo, según el ejemplo de la Sainte-Chapelle.
Los órganos de Aristide Cavaillé-Coll fueron inaugurados por Lefébure-Wély el 20 de noviembre de 1857. Incluyen hoy 3 teclados, un pedalero y 32 juegos. El buffet es de estilo neogótico. El altar principal, también de estilo neogótico, se debe al escultor  Victor Fulconis. La reja de hierro forjado de la capilla de la Virgen fue terminado en 1850 por el artesano forjador Pierre Boulanger, notable autor de los goznes del portada central de la Catedral de Nuestra Señora de Paris.
La basílica tiene una completa colección de vitrales de la cristalería Gsell  de Choisy-le-Roi  (1844), que incluye la ventana próxima a la pila bautismal, que el hermano Philip Bransiet, superior general de los Hermanos de las Escuelas Cristianas, ofreció para conmemorar el paso por Bonsecours de Juan Bautista de La Salle.